# SofM
Lê Quang Duy (sinh ngày 05 tháng 02 năm 1998), thường được biết đến với biệt danh SofM, tức Style of Me, là một huấn luyện viên, cựu vận động viên thể thao điện tử chuyên nghiệp người Việt Nam tại bộ môn Liên Minh Huyền Thoại. Hiện tại anh là đồng sở hữu kiêm huấn luyện viên trưởng của đội tuyển Liên Minh Huyền Thoại MGN Vikings Esports. Anh cũng từng là huấn luyện viên trưởng của đội tuyển Liên Minh Huyền Thoại Việt Nam.
SofM bắt đầu thi đấu chuyên nghiệp từ năm 2012 khi League of Legends được phân phối tại Việt Nam, sự nghiệp thi đấu từ trong nước cho đến Đông Nam Á, khu vực Trung Quốc rồi tầm cỡ thế giới. Ở trong nước Việt Nam, SofM được chú ý, dõi theo và được đánh giá cao từ kỹ năng cho đến chiến thuật, phong cách thi đấu, là một trong những tuyển thủ thể thao điện tử Việt Nam xuất sắc nhất.
SofM là một game thủ có khả năng sử dụng cả năm vị trí trong một đấu trường trận chiến gồm đường trên, đường giữa, đường dưới, đi rừng và hỗ trợ; anh cũng từng thi đấu chuyên nghiệp ở cả các vị trí này. Trong cộng đồng thể thao điện tử quốc tế, SofM trở nên nổi tiếng, nhận được sự hâm mộ và ủng hộ, tôn trọng từ nhiều nơi: sự quý mến từ cộng đồng người hâm mộ quê nhà Việt Nam, người hâm mộ nơi thi đấu ở Trung Quốc, xuyên suốt sự nghiệp; sự đánh giá tốt từ các tuyển thủ, bình luận viên, phân tích chuyên môn. Anh là một tuyển thủ đẳng cấp thế giới.
Năm 2020, SofM lần đầu tiên đạt được ước mơ tham gia Giải vô địch thế giới Liên Minh Huyền Thoại của mình tại vào năm 2020, và anh cũng trở thành tuyển thủ người Việt đầu tiên tham dự trận chung kết của giải đấu và đạt vị trí Á quân. Một số nhà phân tích đánh giá cao phong cách đi rừng của SofM và nhận định anh là người chơi có tầm ảnh hưởng lớn nhất trong giải đấu năm 2020.

## Xuất thân và tiểu sử
Sinh ngày 05 tháng 02 năm 1998 ở quận Cầu Giấy, Hà Nội, Việt Nam. Anh lớn lên trong một gia đình bình thường, theo học phổ thông ở quê nhà, lần lượt các trường Tiểu học Dịch Vọng A, trường Trung học cơ sở Nghĩa Tân ở quận Cầu Giấy. Thuở nhỏ, SofM được đánh giá là một cậu bé thông minh, hiểu biết nhanh, liên tục đạt được danh hiệu học sinh giỏi, học sinh xuất sắc cấp một. Cùng với việc đi học, SofM cũng đã từng học thêm gia sư tại nhà.
Từ bé, SofM được tiếp xúc với các môn thể thao, nhất là trò chơi điện tử. Anh bắt đầu chơi thử game Warcraft III năm năm tuổi cùng họ hàng, bên cạnh đó, đã từng chơi rất nhiều các thể loại khác nhau từ trò chơi trò chơi nhập vai, trò chơi thử thách, đa thể loại cho tới cả các trò chơi thuộc hệ bắn súng, có thể kể đến: Ragnarok Online, Võ Lâm Truyền Kỳ, Thiên Long Bát Bộ. Thời tiểu học, khi đang học lớp hai, SofM thấy Dota khá mới mẻ nên quyết định chơi thử. Giai đoạn thời thơ ấu này, SofM dần dần đam mê trò chơi điện tử, hướng tới mong muốn chuyên nghiệp sau này. Anh chơi Dota và CF bốn năm, sau đó chuyển sang League of Legends bản quốc tế được chuyển tới Việt Nam.
SofM bắt đầu sự nghiệp năm 2012, xuất phát điểm ở quê nhà, khi mà thể thao điện tử Việt Nam cũng trong giai đoạn bắt đầu.  Giai đoạn 2012 – 2016, anh thi đấu trong nước và khu vực Đông Nam Á. Từ năm 2016, SofM chuyển sang Trung Quốc để thi đấu thể thao điện tử League of Legends Pro League, một khu vực mang tầm cỡ lớn hàng đầu thế giới. Anh sống ở Thượng Hải vùng biển Hoa Đông rồi Trùng Khánh miền Tây Trung Quốc theo đội tuyển thi đấu của mình. Trong suốt sự nghiệp Liên Minh Huyền Thoại, ước mơ của SofM là được tham gia Giải vô địch thế giới. Anh đã từng gặp nhiều khó khăn, vất vả trong sự nghiệp của mình, có thể kể đến: vấn đề về độ tuổi chưa đủ, sự kiện mùa giải gặp phải quy định mới về độ tuổi tuyển thủ của Riot Games, còn quá trẻ và bị loại; đã từng được một đội tuyển cấp cao trên thế giới mời gia nhập nhưng gặp khó khăn về visa, không thể ký kết hợp đồng thi đấu; gần 10 năm thất bại ước mơ thế giới của mình suốt các mùa giải khác nhau, tự lập và trưởng thành.
Trong quá trình thi đấu khắp nơi trên thế giới, SofM học ngoại ngữ và sử dụng tốt tiếng Anh cũng như tiếng Trung. Anh đã thành thạo tiếng Trung, sử dụng để sống ở Trung Quốc cũng như trả lời phỏng vấn từ ngữ tiếng Anh, tiếng Trung chuyên ngành thể thao điện tử trên các màn ảnh người hâm mộ, đồng thời đạt mức thu nhập hàng đầu tuyển thủ Việt Nam

## Sự nghiệp
Thời kỳ đầu, SofM dành thời gian cho trò chơi Defense of the Ancients tức DotA, một màn chơi tự làm khởi nguồn từ Warcraft III: Frozen Throne. Warcraft III: Frozen Throne trở thành nguồn cảm hứng cho DotA, Dota 2 và Liên Minh Huyền Thoại nảy sinh và mở rộng. Liên Minh Huyền Thoại hay League of Legends phát hành ngày 27 tháng 10 năm 2009 bởi nhà phát triển Riot Games, được phát hành tại Việt Nam vào ngày 08 tháng 08 năm 2012 bởi Garena. Khi phiên bản quốc tế của tựa game này có mặt ở Việt Nam, SofM tiếp xúc, được thu hút và bắt đầu dấn thân vào trò chơi. SofM bắt đầu chơi Liên Minh Huyền Thoại từ server Đông Nam Á và leo lên cột mốc Elo 1750 chỉ trong khoảng thời gian ngắn, lọt vào nhóm game thủ nhóm trên, khi người đứng đầu ở khoảng tầm hệ Elo 1900.

### Ban đầu GameTV
Ở Hà Nội, GameTV (hay Công ty cổ phần Công nghệ GameTV Việt Nam) hoạt động lĩnh vực thể thao điện tử (eSports) trong các bộ môn như Age Of Empires, League Of Legends, Street Fighter, PES, Liên Quân Mobile, CS:GO. Đối với League of Legends, GameTV thành lập đội tuyển, tiến hành tìm kiếm nhân tài để tuyển dụng vào đội tuyển thi đấu. Cùng lúc này, hai game thủ trẻ tuổi được xem là thần đồng đã được GameTV ký kết hợp đồng, bao gồm Chim sẻ đi nắng – thần đồng đế chế Việt Nam, vào đội tuyển Đế chế; SofM – thần đồng Liên Minh Huyền Thoại, vào đội tuyển Liên minh.
SofM lần đầu tiên trở thành game thủ chuyên nghiệp khi đang học trung học cơ sở lớp chín, mới 14 tuổi. Tại GameTV, SofM thi đấu ở vị trí đường trên (top), tướng nổi danh là Thú săn mồi kiêu hãnh Rengar. Cùng GameTV, Sofm tham gia giải Glorious Arena – Đấu trường Danh Vọng mùa hai. Đây là giải đấu online Liên Minh Huyền Thoại chuyên nghiệp vô địch Việt Nam, mùa hai từ ngày 19 tháng 09 đến 08 tháng 11 năm 2012, tổ chức bởi Garena Việt Nam. SofM và GameTV thi đấu với thành tích 4 – 6, đã thắng Talent.Groups, Danang Relax, thua Highlights, Saigon Fantastic Five (SF5) và Saigon Jokers (SAJ) cả lượt đi lẫn lượt về, qua đó xếp thứ tư toàn quốc. SofM mang các tướng như Corki, Graves đối đầu với game thủ nổi tiếng như Junie, Aci, QTV. Lúc này, SofM gây bất ngờ khi là một cậu bé giành ưu thế đối đầu với QTV, game thủ đang là đường trên mạnh nhất Đông Nam Á lúc bấy giờ. Tại Glorious Arena mùa hai, phần thưởng cho đội hạng tư GameTV là 8.000.000 đồng, tương đối ít cho thời kỳ ban đầu cho các vận động viên.

### Full Louis
Sau khi Glorious Arena mùa hai kết thúc, SofM rời khỏi GameTV Liên minh và được mời gia nhập Full Louis. Lúc này, đội tuyển Full Louis được thành lập ngày 14 tháng 11 năm 2012 với hãng tài trợ là Gigabyte Technology chi nhánh Việt Nam, tập trung các tuyển thủ trẻ xuất sắc nhất Hà Nội và miền Bắc bao gồm SofM và LolLipop từ GameTV, Shyn từ Highlights để cạnh tranh với Saigon Jokers, đội tuyển chuyên nghiệp mạnh nhất Việt Nam thời điểm đó. SofM gia nhập Full Louis vào tháng 02 năm 2013, ban đầu vẫn giữ vị trí đường trên nhưng dần chuyển sang thi đấu tự do thử nghiệm ở vị trí đường giữa (mid), đường dưới (bot) và cuối cùng là đi rừng (jungle), khởi đầu cho ấn tượng huyền thoại của tuyển thủ chuyên nghiệp.

#### Hành Trình Huyền Thoại
Hành Trình Huyền Thoại là giải đấu trực tiếp offline đầu tiên của Liên Minh Huyền Thoại Việt Nam được tổ chức năm 2013 bởi Garena, với các bình luận viên thời kỳ đầu gắn bó cả thập kỷ như Hoàng Luân, Izumin, Melody từ các tỉnh toàn quốc cho đến vòng chung kết với mục tiêu phát triển và nâng tầm cộng đồng game thủ một cách đặc biệt. Giải đấu này kết hợp tất cả game thủ chuyên nghiệp, bán chuyên lẫn không chuyên, tạo cơ hội cho các vận động viên thể thao điện tử giỏi nhất thể hiện khả năng cũng như bước vào sự nghiệp. Hành Trình của miền Bắc chia thành nhóm thi đấu các tỉnh và nhóm thi đấu ở thủ đô. SofM và đội GIGABYTE Full Louis tham gia giải đấu vòng loại Thủ đô Hà Nội, lần lượt đánh bại đội cũ GameTV ở tứ kết, thắng City Game trận bán kết, vượt qua Cyzone trận chung kết, vô địch và đại diện Hà Nội tham gia Hành Trình toàn quốc, cùng Team Z vô địch miền Bắc. Giải thưởng vòng loại là 15.000.000 đồng cho SofM và đồng đội.
Ở giải toàn quốc tổ chức ngày 10 tháng 03 năm 2013 tại trung tâm Triển lãm Giảng Võ, quận Đống Đa, Hà Nội, tám đội tuyển mạnh nhất tham dự gồm Full Louis của SofM, Team Z, TK Clan vô địch miền Trung, Thunder vô địch Đà Nẵng, XGame vô địch miền Nam, SF5 vô địch Thành phố Hồ Chí Minh, CT91B, Á quân diễn đàn và SAJ, nhà vô địch Đông Nam Á. SofM và Full Louis thắng TK Clan ở vòng một, thắng SAJ ở vòng hai, tiếp tục thắng HoL Thunder Galaxy ở vòng ba, đại diện nhánh thắng bước vào trận chung kết. Trong trận cuối, Full Louis một lần nữa lại gặp Thunder, đội vượt qua SF5 ở nhánh thua. SofM lúc này đặt tên game thủ là INSTANTLOCK TRYN, mang tướng Kha'Zix thi đấu đường trên cùng Wukong của Cream, đã giành được ưu thế vượt trội và đánh bại Thunder, vô địch Hành Trình Huyền Thoại 2013. Đây là giải đấu quy mô lớn và đặc biệt quan trọng đầu tiên của thể thao điện tử Việt Nam, với sự tham gia của Lê Doãn Hợp, nguyên Bộ trưởng Bộ Thông tin và Truyền thông, ông đã gửi những lời nhắn nhủ và định hướng cho Liên Minh Huyền Thoại Việt Nam. Phần thưởng mà Full Louis và SofM nhận được là 200.000.000 đồng tiền mặt, con số chưa từng có trước đây.

#### Glorious Arena Season
: Đấu Trường Danh Vọng mùa ba, tức là giải đấu chuyên nghiệp online tổ chức trong 14 tuần từ 13 tháng 03 đến 13 tháng 06 năm 2013 của Việt Nam. Trong mùa giải này, SofM bắt đầu có xu hướng chuyển sang thi đấu đi rừng song song với đường trên và đường giữa, thể hiện khả năng trong một số trận đấu như sử dụng tướng Nhà thám hiểm Ezreal đối đầu với Trái tim sấm sét Kennen của QTV đường trên; sử dụng Jayce đối đầu với Tiểu thư ánh sáng Lux của SF5.tieuquy đường giữa; sử dụng Thresh đối đầu với Ryze của Optimus đường giữa. SofM cùng Full Louis đã xếp phía trên các đội Boba Illuminati, ⁠Ruthless Gaming, ⁠Team Z, ProArmy Gaming, ⁠Cyzone sau 14 tuần thi đấu lượt đi, lượt về, vượt qua Saigon Fantastic Five ở trận đấu quyết định cuối cùng, qua đó đạt thành tích 10 – 4, xếp thứ hai sau SAJ thành tích 14 – 0 bất bại. SofM giành vị trí á quân Đấu Trường Danh Vọng mùa ba với giải thưởng 40.000.000 đồng cùng như vị trí vòng loại thi đấu Đông Nam Á. Trong Southeast Asia Regional Finals mùa ba chuỗi Bo3, SofM cùng Full Louis đã thắng 2 – 1 HoL Thunder Galaxy ở vòng một, thắng 2 – 0 SF5 ở tứ kết, thua 1 – 2 XGame ở bán kết và bị loại, không thể tham dự giải Đông Nam Á.
Glorious Arena Season 4: Đấu Trường Danh Vọng mùa bốn từ ngày 22 tháng 08 đến 06 tháng 10 năm 2013. Sau bảy tuần thi đấu, SofM đi rừng giúp Full Louis đánh bại bảy đội HoL Thunder Galaxy, Boba Minions, Beautiful Life Gaming, Hanoi Dragons, XGame, ⁠SF5 và SAJ. Trong trận cuối cùng, SofM mang tướng Ezreal đi rừng đối đầu với Aatrox của SF5.Egg, thắng trận nâng tổng thành tích là 13 – 1, giành chức vô địch Đấu Trường Danh Vọng IV toàn quốc. Đội nhận phần thưởng 70.000.000 đồng.

#### Garena Premier League
Garena Premier League được tổ chức bởi Garena vùng địa lý Đông Nam Á. Giải chọn đội vô địch vùng, hướng tới giải thế giới. Ngày 01 tháng 10 năm 2013, Neolution e-Sports, một hãng thiết bị của Thái Lan trở thành nhà tài trợ cho Full Louis, tên đội chuyển thành Neolution Full Louis.
GPL 2013 Winter: giải đấu chuyên nghiệp Đông Nam Á mùa xuân với 12 đội đến từ bảy quốc gia, từ 30 tháng 10 năm 2013 đến 11 tháng 01 năm 2014. SofM và Full Louis ở bảng B, đối đầu với ⁠Taipei Snipers (Đài Loan), Hong Kong Attitude, Singapore Sentinels, ⁠Bangkok Titans và Saigon Fantastic Five. Ở vòng loại, SofM và Full Louis đã thắng Bangkok Titans và SF5 ở cả lượt đi lẫn lượt về, đối đầu hòa thắng một trận, thua một trận với Singapore Sentinels (SGS) và Hong Kong Attitude (HKA), thua cả hai trận với ⁠Taipei Snipers và đạt thành tích 6 – 4, xếp thứ tư bảng B, lọt vào vòng trực tiếp. Trận tứ kết, Full Louis gặp Taipei Assassins (TPA), đội hùng mạnh từng vô địch thế giới mùa hai. SofM mang tướng Thầy tu mù Lee Sin, Nữ Hoàng nhền nhện Elise đi rừng ở hai ván đầu đối đầu DinTer, mang tướng Jayce đi đường giữa ở ván thứ ba đối đầu Morning. Full Louis đã thua cả ba ván, kết thúc giải đấu với vị trí nhóm 5 – 8, nhận 2.500 USD tiền thưởng và 70 điểm tích lũy. TPA cũng đã vô địch giải đấu này.
GPL 2014 Spring: bao gồm sơ loại trong nước và vòng chính thức. Ở sơ loại, Full Louis ở bảng A, xếp thứ hai với thành tích 3 – 1, vào sơ loại trực tiếp, thua SAJ 0 – 3, xuống nhánh thua và thắng 3 – 0 XGame, giành được vé dự GPL 2014 Spring chính thức. Ở vòng chính thức, Full Louis ở bảng B cùng TPA, SF5, Flash Wolves, SGS và ⁠Manila Eagles (MLE. Philippines). Full Louis thi đấu 10 trận với thành tích 3 – 7, chỉ thắng được ba trận: SofM mang tướng Yasuo đường giữa thắng MLE, mang tướng Lee Sin đi rừng thắng SGS, và trận thắng Flash Wolwes ở tuần thứ ba. Full Louis đã bị loại ở mùa giải này, ở nhóm vị trí thứ 9 – 10, nhận 3.000 USD tiền thưởng. Tuy thất bại nhưng khả năng của SofM một lần nữa thể hiện vị trí rất lớn trong việc tạo ra một thế trận có lợi cho đại diện của Việt Nam.
GPL 2014 Summer: ở giải mùa hè, giai đoạn đầu, SofM cùng đồng đội hoàn thành tốt việc vượt qua sơ loại khi đánh bại Hanoi Dragons, ⁠G5 E-Sport Fate Team và Ultimate để tham gia vòng chính thức. Gặp vấn đề về quy định cụ thể mới về tuổi tác vận động viên của Riot Games – nhà sản xuất Liên Minh thế giới, trong đó có SofM và Jeff không đủ 17 tuổi, Full Louis bị loại vị trí khỏi GPL 2014 Summer, một dấu ấn đáng buồn của SofM trong sự nghiệp. Sau đó, SofM phải tạm thời rời khỏi giải đấu chuyên nghiệp, tập luyện riêng biệt chờ đợi cơ hội mới, quyết tâm cho ước mơ tham gia giải đấu vô địch thế giới trong suốt sự nghiệp của mình.
GPL 2015 Spring: tổ chức từ ngày 10 tháng 12 năm 2014 đến 12 tháng 04 năm 2015, vòng loại online, chung kết ở Trung tâm Hội nghị Quốc gia Việt Nam. Đây là mùa giải tách Đài Loan, Hồng Kông thành giải League of Legends Master Series ra khỏi GPL Đông Nam Á, chỉ có các đội trong nội bộ khu vực. SofM đã đủ tuổi tham dự, cùng Full Louis ở bảng C, thi đấu với Team Fat Rabbit (TFR. Singapore), ⁠Jakarta Juggernauts (J2G. Indonesia) và SAJ. Ở bảng này, SofM và đồng đội có thành tích 8 – 4, gồm: thắng lượt đi, thua lượt về SAJ, hòa 1 – 1 TFR, thắng 2 – 0 J2G, qua đó xếp thứ hai bẳng, vào vòng đấu bậc hai. Ở vòng đấu bậc hai, SofM ở nhóm A đối đầu với BKT, 269 Gaming và Ultimate, với thành tích không tốt, xếp sau BKT và 269, trong khi bảng có 269 và Ultimate đều là đội tuyển đến từ Việt Nam. SofM và đội xếp hạng nhóm 5 – 8, nhận 5.000 USD tiền thưởng.
GPL 2015 Summer: từ 24 tháng 06 đến 07 tháng 08 năm 2015. SofM ở bảng C, giành vị trí nhất bảng khi thắng 2 – 0 Impunity Legends (Singapore), thắng 2 – 0 Team Proioxis (Singapore), hòa 1 – 1 Kuala Lumpur Hunters (KLH. Malaysia). Ở vòng đấu bậc hai, SofM cùng đồng đội đạt vị trí thứ hai với tổng thành tích 5 – 2, gồm các trận thắng trực tiếp KLH, ZOTAC United, BKT, SAJ, SF5, để thua hai trận trước Boba Marines và Hanoi Fate. Ở trận bán kết, Full Louis đã thua 0 – 3 trước BKT, trong thế trận một chiều ở Trường quay Hãng phim Giải phóng, Quận 3. SofM bị đẩy xuống trận tranh hạng ba gặp Boba Marines, một trận đấu mãn nhãn năm ván của hai đội: SofM lần lượt mang các tướng Cơn thịnh nộ phương Bắc Sejuani trận một, Elise trận hai và bốn, Lee Sin trận ba và Rengar trận cuối, đã giành chiến thắng 3 – 2, hạng ba với 12.000 USD, tương đương với 270.000.000 đồng thời điểm đó. Sau đó một tuần, ngày 15, 16 tháng 08, bốn đội BKT, SAJ, SF5 và Full Louis tham gia đối đầu giành vé SEA Regional; Full Louis thua 2 – 3 BKT, SofM mất cơ hội đi giải thế giới. Đây cũng là giải đấu Garena Premier League (GPL) cuối cùng mà SofM tham gia trong sự nghiệp.
Ngoài ra, SofM còn tham gia giải đấu không mang tính hệ thống khác là Dell Invitational Cup IV (DIC IV) và Capital Invitational Tournament 2015. Ở DIC IV, giải đấu 12 đội chuyên nghiệp Đông Nam Á tổ chức từ ngày 31 tháng 08 đến ngày 01 tháng 09 năm 2013. SofM với vị trí đi rừng, cùng Full Louis tham gia giải đấu với các trận: thắng 1 – 0 Bangkok Titans (BKT. Thái Lan) vòng một; thắng 1 – 0 Kuala Lumpur Hunters (Malaysia) vòng hai; thắng 1 – 0 Mineski (Philippines) ở vòng ba; thua 0 – 1 Saigon Jokers ở vòng bốn, bị đẩy xuống nhánh thua và chiến thắng 1 – 0 Mineski một lần nữa, lọt vào trận chung kết. Ở chung kết, SofM mang tướng Gã bợm rượu Gragas, Elise đi rừng, thắng trận tỷ số 2 – 1 trước Saigon Jokers và giành chức vô địch Dell Invitational. Đây là một giải đấu tầm cỡ và đặc biệt khi SofM đánh bại được các đội tuyển mạnh nhất Đông Nam Á, tuy nhiên giải thưởng cho Full Louis chỉ là 500 USD. Ở giải Capital Invitational Tournament 2015, SofM đối đầu với các đội SkyRed, Hanoi Fate và Ultimate, giành giải nhì, thua SkyRed – đội mới với những tuyển thủ đặc biệt về sau như Levi, Noway.

#### Vietnam Championship Series
Vietnam Championship Series (VCS) là giải đấu Liên Minh Huyền Thoại chuyên nghiệp của Việt Nam, quy tụ toàn bộ các tuyển thủ xuất sắc nhất trong nước, chia thành VCS A và VCS B, được tổ chức bởi Garena Việt Nam, theo giai đoạn nhất định theo mùa xuân và mùa hạ. SofM đã tham gia một số giải VCS A khi còn thi đấu ở Việt Nam.
VCS A mùa xuân 2015: với 16 đội toàn quốc, giai đoạn 14 tháng 11 năm 2014 đến 06 tháng 04 năm 2015. SofM và Full Louis nằm trong nhóm vừa tham gia giải GPL 2014 Summer được tham gia thẳng vào giải cùng SF5 và SAJ. Ở mùa giải này, SofM có xu hướng chuyển sang các trận đi đường giữa, thay thế đi rừng bởi King of War, cùng đồng đội đối đầu với 15 đội tuyển khác, theo thể thức lượt đi, lượt về, mỗi trận chỉ một ván, qua đó tính tổng thành tích cuối mùa. Full Louis đã vượt qua các đội mới như AceS GaminG, ⁠Vikings Gaming, ⁠HoL Elements, ⁠Dai Binh, SkyRed, ⁠Hanoi Phoenix với kết quả 20 – 10 sau 30 ván đấu, đứng thứ năm, xếp sau SF5, SAJ, BM và ZOTAC, nhận phần thưởng 110.000.000 đồng. Thời kỳ này, SofM sử dụng Kẻ lừa đảo LeBlanc, Pháo đài di động Urgot, Chúa tể bóng tối Zed, Mụ phù thủy băng Lissandra, thi đấu không đạt tối ưu khả năng như vị trí đi rừng của mình, không có mặt trong mọi trận, thỉnh thoảng được thay thể đường giữa bởi Violet.
VCS A mùa hạ 2015: giai đoạn 17 tháng 05 đến 28 tháng 08 năm 2015, tiếp tục thi đấu vòng tròn, 16 đội, tổng 240 trận. Trong mùa này, các tuyển thủ nửa trên của GFL tiếp tục thể hiện chiến thuật thay đổi vị trí: Violet, KoW và SofM đảo đường trên, đi rừng và đường giữa tùy trận đấu. Trận đầu tiên, SofM mang tướng Lee Sin đi rừng, đối đầu với Jinkey của SAJ và giành thắng lợi. Các trận sau, SofM tiếp tục mang Gragas đối đầu Tik của BM, Cậu bé đảo lộn thời gian Ekko, Nữ thợ săn hóa thú Nidalee đi rừng; Sứ giả máy móc Viktor đi đường giữa. GFL và SofM kết thúc mùa giải với vị trí điểm số 23 – 7, đứng thứ nhì, nhận 180.000.000 đồng tiền thưởng.
VCS A mùa xuân 2016: từ 15 tháng 01 đến 06 tháng 03 năm 2016, với tên gọi khác là Coca-Cola Championship Series 2016 Spring, với nhà tài trợ Coca-Cola; thể thức mới với giảm xuống còn 10 đội, tổng 90 trận. Ở vòng loại, SofM và tuyển thủ Fury thay phiên tham gia vị trí đi rừng. Ngoài tướng quen thuộc, SofM còn sử dụng tướng Người giữ búa Poppy, Cuồng nhân xứ Zaun Dr. Mundo đi rừng, Phi công quả cảm Corki, Thần bài Twisted Fate đường giữa; giúp GFL đạt điểm 13 – 5 sau 18 trận, đứng thứ ba vòng bảng. Ở bán kết, GFL thắng 3 – 2 Team 269 và lọt vào chung kết đối đầu SAJ. Trong trận chung kết, SofM gây bất ngờ khi tập trung vị trí xạ thủ với các tướng Mũi giáo phục hận Kalista, Kẻ thanh trừng Lucian, Miệng của vực thẳm Kog'Maw và Chuột thành tinh Twitch. SofM và GFL đã thua 2 – 3 trước SAJ ở trận này, giành giải Á quân với phần thưởng 170.000.000 đồng, suất tham gia giải Đông Nam Á thuộc về SAJ, đội đã tiếp tục vô địch Đông Nam Á sau đó, tham gia giải Wild Card International (IWCI) thế giới sau đó. Đây cũng là giải VCS cuối cùng trong sự nghiệp SofM trước khi bước sang con đường mới.
Vào tháng 04 năm 2016, sau khi kết thúc VCS A mùa xuân, Full Louis giải thể, các tuyển thủ rời khỏi đội, hầu hết gia nhập SuperHype Gaming (SHG). Đối với SofM, anh chỉ ở đội SHG trên danh nghĩa thời gian ngắn, sau đó rời đi.

### Snake Esports
Mùa hạ năm 2016, thời điểm giữa năm, chuẩn bị giải đấu mới, các đội tuyển trên khắp các châu lục bắt đầu tập trung tìm kiếm và tuyển dụng tuyển thủ tài năng. Ngày 18 tháng 05 năm 2016, SofM và đội Snake Esports (SS) – đội tuyển chuyên nghiệp của League of Legends Pro League, thuộc Trung Quốc ký hợp đồng, SofM sang thành phố Thượng Hải gia nhập SS với tư cách tập sự ban đầu, tạm trú ở gaming house của đội. Ở đây, SofM bắt đầu sự nghiệp tại đại lục của mình. Thời kỳ đầu có rất nhiều khó khăn, SofM mới 18 tuổi, sống xa quê nhà, phải vừa tập sự, vừa làm quen đồng đội, phong tục, tập quán và học hỏi tiếng quan thoại Trung Hoa. Ngày 19 tháng 06 năm 2016, ngay tháng đầu tiên, anh đã bị phạt một tháng lương vì lỗi sử dụng ngôn ngữ không phù hợp trong trận xếp hạng, bởi khó khăn của ngoại ngữ mới. Sau đó, bằng vào nỗ lực không ngừng nghỉ, SofM nhanh chóng thích nghi hoàn cảnh và sự nghiệp mới, chuyên sâu vị trí đi rừng nổi tiếng thế giới của mình.

#### League of Legends Pro League
League of Legends Pro League (LPL) là giải đấu Liên Minh Huyền Thoại chuyên nghiệp đặc sắc, tập hợp toàn bộ và cấp cao nhất của khu vực Trung Quốc, được quản lý và tổ chức bởi Tencent, được hỗ trợ bình luận tiếng Anh bởi Riot Games, một giải đấu mang đẳng cấp cao trên thế giới cùng LCK – Hàn Quốc, LEC – châu Âu và LCS – Bắc Mỹ.
LPL 2016 Summer: giải đấu Liên Minh Huyền Thoại Trung Quốc đầu tiên mà SofM tham gia, giai đoạn 26 tháng 05 đến 07 tháng 08 năm 2016. SS ở bảng A cùng EDward Gaming (EDG), Game Talents (GT), Invictus Gaming (IG), Newbeee (NB) và ⁠Saint Gaming (SAT). Lúc đầu mùa giải, Zzr thi đấu đi rừng, SofM dự bị hai trận đầu tiên, đều thua EDG và GT. Ngày 05 tháng 06, ở tuần thứ ba trong mùa, SofM được xếp thi đấu ra mắt lần đầu tiên: anh sử dụng Kẻ ngoài vòng pháp luật Graves, Thợ săn vĩnh hằng Kindred đi rừng để đối đầu với đội NB, đã toàn thắng 2 – 0, gây bất ngờ cho các đội và thỏa mãn người hâm mộ Việt Nam theo dõi ở nước nhà. Chuỗi tiếp theo, SofM ở thành tuyển thủ chính thay thế cho Zzr của SS, dùng các tướng như Nấm mồ hư không Rek'Sai, Bóng ma chiến tranh Hecarim để giúp SS đạt tổng thành tích 10 – 6, vượt qua cả IG, xếp thứ hai bảng A, sau EDG; lọt vào vòng trực tiếp tám đội mạnh nhất LPL gồm EDG, IG, GT và SS của bảng A, Royal Never Give Up (RNG), Team WE (WE), I May (IM) và Vici Gaming (VG) của bảng B. Tại vòng tứ kết, SS đối đầu với đội (IM) dạng Bo5, đi rừng bằng Gragas, Hecarim, Elise và Lee Sin thua với tỉ số 1 – 3. Sau đó, SS thắng 2 – 0 VG ở vòng xếp hạng cuối, đứng ở vị trí nhóm 5 – 6 của LPL 2016 Summer, nhận 200.000 tệ. SofM ra mắt ấn tượng khi xếp thứ ba hạng mục MVP, thứ hai bảng A trong các tình huống xuất sắc, đứng thứ tư chỉ số KDA trong nhóm người đi rừng, lọt vào bảng xếp hạng năm tuyển thủ tuyển thủ LPL xuất sắc nhất mùa hè 2016. Đồng thời, SofM cũng nhận giải thưởng Tân thủ xuất sắc nhất LPL 2016 sau giải này.
LPL 2017 Spring: từ 19 tháng 01 đến 16 tháng 04 năm 2017 với 12 đội, thể thức Bo3. Ở mùa giải này, SofM chơi vị trí đi rừng và thử nghiệm chuyển xuống vị trí hỗ trợ. Đi rừng thường xuyên sử dụng Sát thủ hư không Kha'Zix; hỗ trợ bằng Pháp sư tinh linh Lulu, Gai nổi loạn Zyra. SS thời điểm này đã không phát huy tốt chiến thuật, với nhiều trận thất bại. Tuần thứ 10, ngày 15 tháng 04, SS gặp LGD Gaming (LGD) ở trận cuối cùng, SofM sử dụng Lee Sin và Rengar, giúp SS thắng 2 – 1. Tuy nhiên, vòng loại kết thúc, SS đạt thành tích 7 – 9, xếp sau IM, IG, Oh My God (OMG) và RNG, không thể tham gia vòng tiếp theo, SofM mất cơ hội đi tiếp, chỉ đạt được danh hiệu đội hình LPL tiêu biểu tuần thứ năm cùng Duke. Ngày 19 tháng 04, SS phải thi đấu cùng VG để giành suất thăng hạng cho LPL mùa hè. Ở trận này, SofM sử dụng Lee Sin, Graves thể hiện tốt, đánh bại Bengi và giúp SS thắng 3 – 0, hướng tới mùa giải tiếp theo.
LPL 2017 Summer: từ 08 tháng 06 đến 20 tháng 08 năm 2017. Ở mùa này, SofM không thử nghiệm vị trí hỗ trợ nữa, tập trung quay lại vị trí đi rừng. Ở trận đầu tiên, SS thua 0 – 2 trước EDG, thi đấu tổng thể 16 trận, đạt thành tích không cao là 5 – 11 nhưng vẫn vượt qua vòng bảng khi xếp trên IM (cùng thành tích nhưng cao hơn về hệ số) và DAN Gaming (DAN) 4 – 12. Ở vòng trực tiếp trận thứ nhất, SS đối đầu NB, hai đội thi đấu với ưu thế thắng trước một ván của NB. SofM sử dụng Rek'Sai và tướng mới Thụ Thần thân thiện Ivern nhưng không thể vượt qua NB, thua 0 – 3 và tiếp tục tạm biệt giấc mơ vào Giải vô địch thế giới.
LPL 2018 Spring: từ 15 tháng 01 đến 08 tháng 04 năm 2018, chia thành hai bảng, bảng miền Đông và bảng miền Tây dựa trên vị trí địa lý gaming house của các đội tuyển. SofM và SS chuyển sang Trùng Khánh, thi đấu ở bảng miền Tây. Ở vòng bảng mùa giải này, SofM đã có nhiều trận tỏa sáng, giúp SS giành thắng lợi, như việc sử dụng Vua Quỷ khổng lồ Trundle thắng 2 – 1 WE, dùng Bọ cạp kim cương Skarner thắng 2 – 1 EDG. Anh lọt vào danh sách đội hình bình chọn ở tuần thứ hai, xếp vị trí thứ hai trong bảng xếp hạng tuyển thủ đi rừng xuất sắc nhất LPL mùa xuân, chỉ đứng sau Ning. Kết thúc vòng bảng 19 trận với thành tích 12 – 7, SS xếp thứ hai bảng miền Tây, phải đối đầu với RNG ở vòng tứ kết. Tại trận này ngày 14 tháng 04, SofM sử dụng Trundle, Sejuani và Skarner nhưng không thể đạt được mục đích, SS thua 1 – 3 RNG, đội đồng thời vô địch LPL sau đó, kết thúc mùa với vị trí nhóm 5 – 6, nhận 200.000 tệ. Tuy tiếp tục thất bại nhưng SofM vẫn quyết tâm thi đấu cho SS trong thời gian còn ở đây.
LPL 2018 Summer: từ 11 tháng 06 đến 02 tháng 09 năm 2018. Đây là một mùa giải khó khăn của SofM và SS khi phải đối đầu với các đội FunPlus Phoenix (FPX), Topsports Gaming (TOP), EDG, WE ở bảng miền Tây. Ngay trận đầu, SofM với tướng Chiến binh điên cuồng Olaf đã thua 1 – 2 trước OMG, đội được đánh giá thấp hơn. Trong 19 trận vòng bảng, SS đạt thành tích 7 – 12, tỉ lệ thắng chỉ có 37%, xếp hạng thứ năm và không thể tham gia vòng trực tiếp. SofM đã hết sức cố gắng, đạt được tới 1.200 điểm (12 trận) MVP, xếp thứ ba toàn cuộc, có hai tuần nằm trong danh sách đội hình tiêu biểu; nhưng anh đã không thể giúp SS không bị loại, mất cơ hội đi đáng tiếc. Trong thời kỳ này, Invictus Gaming đã trở thành nhà vô địch thế giới 2018, đội tuyển khu vực Trung Quốc đầu tiên đạt được vị trí này.
LPL 2019 Spring: từ 14 tháng 1 đến 31 tháng 03 năm 2019, theo thể thức mới, 16 đội cùng thi đấu không chia bảng, không có lượt đi, lượt về. Mùa giải này, SofM cùng SS thi đấu với các đội tuyển toàn Trung Quốc, ngoài miền Tây là miền Đông cũ như RNG, IG, JD Gaming (JDG), ⁠Suning (SN) và đội mới SinoDragon Gaming (SDG). Bên cạnh đó, tuyển thủ Levi gia nhập JDG giải mùa xuân đối đầu SofM nhưng không được thi đấu thường xuyên. Đây là một mùa giải nữa không thành công của SofM, khi SS thi đấu với thành tích 5 – 10, chỉ thắng được năm trận với EDG, OMG, Rogue Warriors (RW), VG và ⁠Victory Five (V5), xếp thứ mười ở vòng bảng, không được tham gia vòng trực tiếp. Đây cũng là mùa LPL cuối cùng của Snake Esports, đội tuyển được giải thể, tái lập hình thức mới.

#### Giải đấu giao hữu
Các giải đấu giao hữu SofM tham gia trong những năm ở Snake Esports có thể kể tới là NEST – National Electronic Sports Tournament Events; Demacia Cup – giải mở rộng dành cho các đội chuyên nghiệp lẫn bán chuyên của Trung Quốc tham dự:
NEST 2016 từ ngày 18 đến 20 tháng 11, SS đối đầu với IG, LGD và RNG, trước đó, bốn đội đều vượt qua vòng loại với các đội tuyển khác. Ở giải này, SS đã thua 0 – 2 LGD ở vòng một, bị đẩy xuống nhánh thua gặp RNG. SofM sử dụng Lee Sin và Rek'Sai giúp SS thắng 2 – 1 RNG để đi vào vòng hai. Ở đây, SS một lần nữa lại thua 1 – 2 LGD và đạt giải Ba, nhận 60.000 tệ tiền thưởng.
NEST 2017 từ ngày 17 đến 19 tháng 11, với vòng đấu cuối gồm SS, IG, JDG và LGD. Ở giải này, SS đã thua cả hai trận đối đầu với IG lẫn LGD, vị trí thứ tư.
NEST 2019 từ ngày 22 tháng 04 đến 26 tháng 05 năm với 16 đội. Kết thúc giải, SofM cùng SS xếp nhóm cuối, không thành công. Đây cũng là giải đấu cuối của anh tại SS.
Demacia 2016 là giải Demacia giao hữu đầu tiên SofM tham dự, bắt đầu ngày 29 tháng 06, nhưng bị trì hoãn bởi giải LPL mùa hạ 2016 đến tháng 11. Ở giải này, SS ban đầu ở bảng A, thành tích 4 – 2, nhất bảng, đi vào vòng đấu trực tiếp. Tại tứ kết, SofM mang tướng Rek'Sai vượt qua InSec của SHR với tỉ số 3 – 0. Ở bán kết, SS không thể vượt qua được IM, đạt giải Ba, nhận 300.000 tệ tiền thưởng.
Demacia 2017 gồm Demacia Cup giữa mùa tháng Năm và Demacia Championship cuối mùa tháng Mười Hai. Tại Demacia Cup, SS thua 1 – 2 People's Red Wolf Gaming, bị loại ngay vòng hai. Cuối mùa, ở Demacia Championship 2017, SS thi đấu tốt với các trận thắng ở vòng loại: 2 – 1 trước VG; vòng trực tiếp thứ nhất thắng 2 – 0 BLG, thắng 2 – 1 IG. Sau đó, SS có chuỗi đặc biệt khi thua 0 – 2 EDG ở vòng bốn, rơi xuống nhánh thua, lại gặp IG và thắng 2 – 1 để đi vào trận chung kết tiếp tục gặp EDG. Ở trận cuối chung cuộc này, SofM sử dụng Kha'Zix, Lee Sin, Jarvan IV và Vũ khí bí mật Zac nhưng không thể vượt qua EDG, nhận giải Nhì với 300.000 tệ tiền thưởng.
Demacia Cup 2018 Summer và Demacia Cup 2019 là hai mùa giải SS thất bại khi thua liên tiếp IG và Shadow Cream, bị loại năm 2018, không vượt qua vòng loại năm 2019.

### LNG Esports
Hè 2019, sau khi hết giải mùa xuân, Snake Esports tuyên bố giải thể. SofM về quê nhà nghỉ ngơi, được mời gọi quay về thi đấu tại GAM Esports. Anh đã quyết định trở lại thi đấu ở Trung Quốc, ký kết hợp đồng thời gian nửa năm với LNG Esports (LNG) – một đội tuyển mới thành lập trên cơ sở cũ của Snake Esports với nhà tài trợ Tập đoàn Li Ning, quản lý bởi doanh nhân Lý Kỳ Lân (李麒麟. 1987).
LPL 2019 Summer: từ 01 tháng 06 đến 18 tháng 08 năm 2018, là mùa giải LPL đầu tiên, cũng là duy nhất mà SofM thi đấu ở LNG. Trong trận đầu tiên, SofM mang Rek'Sai và Lee Sin giúp LNG vượt qua JDG, đương kim Á quân LPL 2019 Spring. Sau đó, SofM tiếp tục thi đấu xuất sắc khi sử dụng Rek'Sai, Sejuani đánh bại đương kim vô địch thế giới IG. Khởi đầu rất tốt với bốn trận thắng liên tiếp, nhưng giai đoạn giữa mùa, LNG suy giảm phong độ và không ổn định, tương tự như đội tiền nhiệm Snake Esports trước đó. Đến cuối mùa, đội tụt xuống giữa bảng xếp hạng và nỗ lực thi đấu. Ở trận cuối, SofM dùng Gragas và Biểu tượng của Demacia Jarvan IV, thắng SN 2 – 0, LNG có tổng thành tích 8 – 7, vượt qua vòng bảng. Trong vòng trực tiếp, trận thứ nhất, LNG gặp IG, xuất sắc chiến thắng 3 – 0; tiếp đến trận tứ kết, SofM một lần nữa lại đụng độ RNG, như LPL 2018 Spring. Và lại thêm một lần nữa trận đấu kết thúc với tỉ số 1 – 3, SofM chưa thể tiến tới Giải vô địch thế giới. LNG kết thúc mùa vị trí thứ sáu, nhận 200.000 tệ, lần thứ ba SofM ở vị trí này. Trái ngược lại, đội IG thua LNG ở vòng thứ nhất vẫn đủ điều kiện tham gia Chung kết 2019, giành hạng ba, chức vô địch 2019 thuộc về FPX.

### Suning
Kết thúc LPL 2019 Summer, SofM về Việt Nam nghỉ ngơi, giao lưu các sự kiện thể thao điện tử như trận chung kết VCS giữa GAM và Team FL. Sau đó, anh quay lại Trung Quốc, kết thúc hợp đồng rời khỏi LNG ngày 26 tháng 11, đồng thời trải qua ba năm sự nghiệp ở Snake Esports. Ngày 16 tháng 12 năm 2019, SofM gia nhập Suning, tiếp tục giấc mơ đặt chân tới Giải vô địch thế giới của mình.

#### League of Legends Pro League
LPL 2020 Spring: từ 13 tháng 01 đến 20 tháng 04 năm 2020, giải đầu tiên của SofM tại SN. Ra quân ngày đầu, SN thiếu sự kết nối đội hình và thua trận 0 – 2 trước RW. Ở mùa giải này, SN không thực hiện tốt chiến thuật, kết thúc với thành tích 7 – 9, ngang với VG, Bilibili Gaming (BLG), OMG, RW; cả năm đội bằng điểm đều bị loại. Và đó là tháng Năm, kỷ niệm tròn bốn năm thời gian SofM thi đấu ở Trung Quốc. Lúc này, nhiều ý kiến lo lắng về tương lại SofM tại SN, vừa về năng lực của đội tuyển, đồng thời trong tình huống phức tạp của Đại dịch COVID-19.
LPL 2020 Summer: từ ngày 05 tháng 06 đến 09 tháng 08 năm 2020. Trận đầu tiên, SN gặp lại đội cũ của SofM, là LNG; SofM đã sử dụng Jarvan IV và Lee Sin, thắng 2 – 0. Sau đó, SN thắng WE ở trận thứ hai nhưng gặp phải vấn đề, liên tiếp thua ba trận trước JDG, IG, EDG. Sau đó, SofM cùng đội tuyển phải hội ý chiến lược để quay lại mục tiêu thi đấu vòng loại. SofM sử dụng các tướng sở trường như Graves, Lee Sin, với phong độ cao cùng đồng đội Bin đường trên, Angel đường giữa, huanfeng xạ thủ và SwordArt hỗ trợ đã đoàn kết thể hiện tốt khả năng, thắng liên tiếp tám trận trước RW, Dominus Esports (DMO), LGD, eStar Gaming (ES), BLG, RNG, V5, OMG, và chỉ thua trước TES. Sau đó, SN tiếp tục thắng FPX và VG, đạt thành tích 12 – 4, xếp thứ tư vòng bảng, lọt vào vòng trực tiếp. Ở trận tứ kết, SofM thi đấu tốt, thắng 3 – 1 VG; trận bán kết gặp đối thủ hùng mạnh là TES, đội không thể vượt qua, thua tỉ số 0 – 3, TES sau đó vô địch LPL 2020 Summer. Ở trận tranh hạng ba, SN đã chiến thắng LGD, qua đó đứng thứ ba mùa hạ, nhận phần thưởng 500.000 tệ. Ngày 28 tháng 08, SofM cùng đồng đội tiếp tục tái đối đầu với LGD một lần nữa ở trận tranh vé tham dự trực tiếp thế giới 2020. Ở trận này, SofM sử dụng Lee Sin, Olaf và Nụ hoa bẽn lẽn Lillia, thắng 3 – 0 LGD, giành vé đi thế giới.

#### Giải vô địch thế giới Liên Minh Huyền Thoại 2020

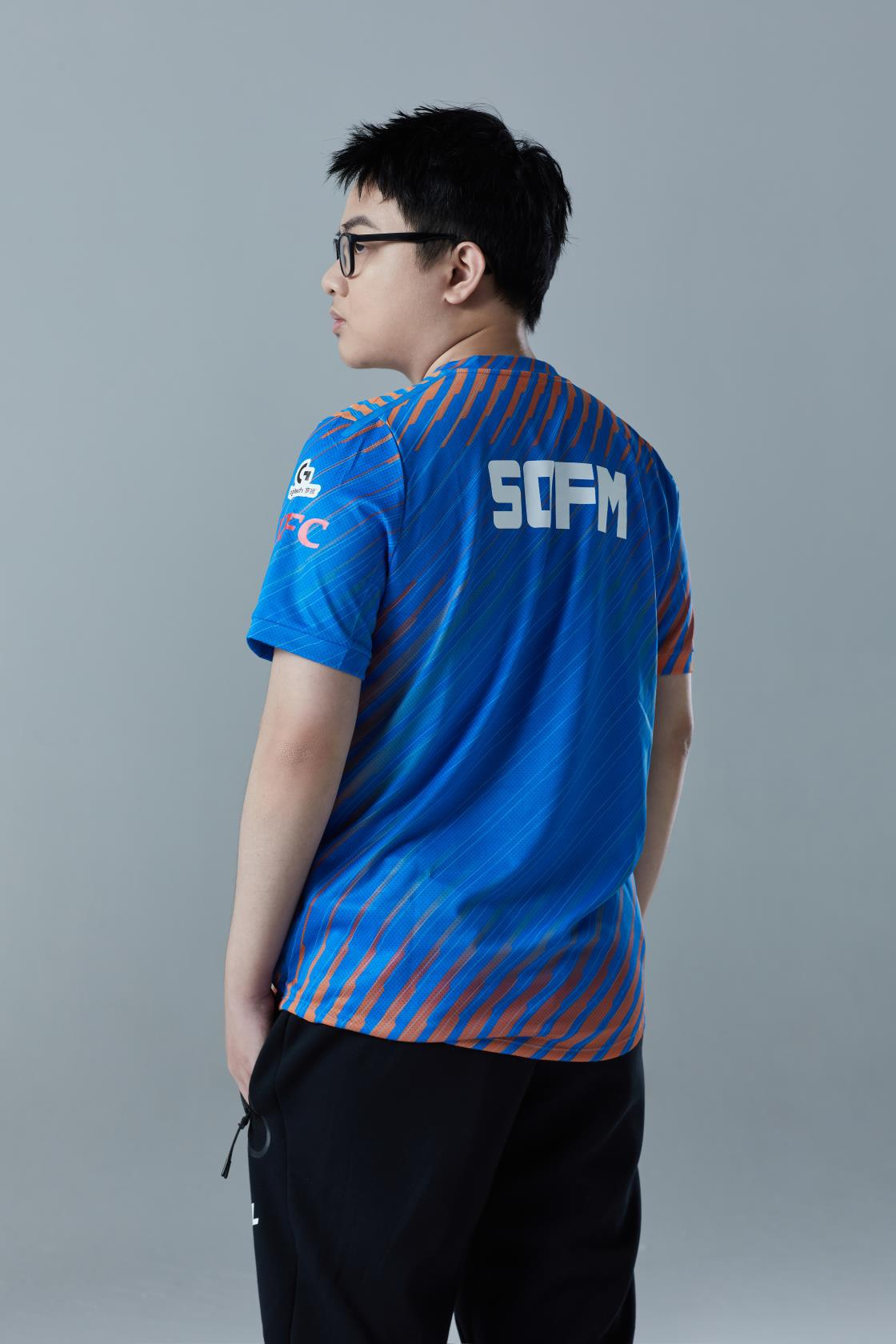
SofM trong trang phục đội tuyển Suning khi thi đấu ở League of Legends Pro League.

Sau khi kết thúc vòng khu vực, bốn đại diện của LPL dự Giải vô địch thế giới 2020, gồm ba đội vào thẳng vòng bảng là TES – nhà vô địch LPL 2020 Summer, JDG Á quân và SN, một đội vào thi đấu sơ loại thế giới là LGD, cùng với các khu vực còn lại của thế giới gồm châu Âu, Bắc Mỹ, Hàn Quốc, Thái Bình Dương, Nga, Thổ Nhĩ Kỳ, Brazil, Nam Mỹ, Nhật Bản, Úc. Kỳ vô địch này không có sự tham gia của hai đội Việt Nam bởi ảnh hưởng của COVID-19. Đại hội thế giới 2020 là lần đầu tiên SofM đạt được ước mơ trong sự nghiệp của mình, sau tám năm thi đấu chuyên nghiệp.  Sau khi hai đội từ Việt Nam không thể tham dự đại hội vì các hạn chế du lịch trong Đại dịch COVID-19, anh trở thành vận động viên duy nhất mang quốc tịch Việt Nam dự kiến tham dự đại hội này.
Giải vô địch thế giới Liên Minh Huyền Thoại 2020: từ 25 tháng 09 đến 31 tháng 10 năm 2020 ở Thượng Hải, Trung Quốc. SofM và đội Suning vào bảng A cùng G2 Esports (G2) – Vô địch giải League of Legends European Championship, Team Liquid (TL) từ giải League of Legends Championship Series và Machi Esports từ giải Pacific Championship Series. Tại vòng bảng lượt đi và lượt về, SofM sử dụng Lee Sin, Nidalee, Jarvan IV, Graves, cùng Suning giành thành tích 4 – 2 sau hai lượt, với hai ván thua trước G2 và TL. Suning và G2 bằng hiệu số, tiến vào trận xác định Tiebreaker cuối vòng vảng; SofM sử dụng Graves giúp Suning chiến thắng, qua đó đứng đầu bảng A. Theo thống kê và đánh giá vòng bảng, SofM được nhận định là một tuyển thủ đi rừng xuất sắc với chiến lược vượt xa đối thủ về tài nguyên, dẫn đầu danh sách tuyển thủ có cách biệt chỉ số lính cao nhất ở phút thứ 10 các ván đấu; đồng thời nhận được nhiều lời khen, chúc mừng và ủng hộ từ người hâm mộ nhiều nơi trên thế giới lẫn đối thủ. Ngày 16 tháng 10, Suning đấu tứ kết Bo5 với đối thủ là JD Gaming (JDG) – đương kim á quân League of Legends Pro League, xếp trên Suning ở giải nội địa. Trong trận này, JDG khởi đầu ưu thế, thắng Suning ở ván đấu đầu tiên, khi SofM sử dụng Graves. Thời điểm tiếp theo, Suning đã chỉnh sửa chiến thuật, thi đấu quyết liệt, giao chiến liên tục, với khả năng thi đấu bền bỉ của xạ thủ huanfeng và SofM với tướng Kindred, Suning đã xuất sắc thắng liên tiếp ba ván sau, kết quả tỉ số 3 – 1, vượt qua JDG để tiến vào bán kết.
Ngày 25, SofM cùng Suning tham trận bán kết, đối đầu với TES – đương kim vô địch League of Legends Pro League dưới sự quan tâm, chú ý và cổ vũ của đông đảo người hâm mộ Trung Quốc và Việt Nam. TES là đội đã thắng Suning ngay ở trận bán kết mùa giải LPL trong nước trước đó, được đánh giá sức mạnh lớn hơn. Trong trận, SofM lần lượt sử dụng Lee Sin, Kindred, Jarvan IV và Mắt Hoàng Hôn Shen, có những thời điểm chịu áp lực giai đoạn đầu, tranh chấp quyết liệt Hang Rồng, nguồn lợi khắp bản đồ nhưng hầu hết kết thúc bằng giao tranh phối hợp tốt, vượt qua TES với tỉ số 3 – 1, qua đó ghi tên vào trận chung kết đối đầu với Damwon Gaming (DWG) ngày 31. Trận đấu được trình chiếu trên nhiều kênh quốc tế, trong đó có kênh của Việt Nam, có thời điểm đạt tối ca hơn 500.000 người cùng xem trực tiếp. SofM được xếp hạng MVP – tuyển thủ xuất sắc nhất trận, trở thành người Việt Nam đầu tiên lọt vào trận chung kết của Giải vô địch thế giới Liên Minh Huyền Thoại.
Ngày 31, trận chung kết của Giải vô địch thế giới 2020, tâm điểm của cộng đồng thế giới trong năm diễn ra giữa DWG và Suning tại Sân vận động bóng đá Phố Đông, một tân khu đặc biệt của Trung Quốc. Trong trận đấu này, SofM sử dụng các tướng Shen, Nidalee, Graves và Rengar. Suốt trận, đội tuyển DWG đã thực hiện tốt chiến thuật và hệ thống thi đấu từ cá nhân cho đến đồng đội, chiếm ưu thế xuyên trận và giành chiến thắng tỉ số 3 – 1, trở thành nhà vô địch thế giới năm 2020. SofM cùng Suning trở thành Á quân thế giới.

## Phong cách và đặc điểm thi đấu

### Các biệt danh
Trong Liên Minh Huyền Thoại cũng như các trò chơi điện tử khác, người chơi tự đặt biệt danh cho mình, đối với các tuyển thủ chuyên nghiệp, biệt danh thi đấu thường được đăng ký từ đầu, giữ nguyên suốt sự nghiệp, biệt danh không thi đấu thì không bị hạn chế. Biệt danh sử dụng đầu tiên trong Liên Minh Huyền Thoại của SofM là SCVG.SofM. Sau đó, anh cũng đăng ký tên tuyển thủ chuyên nghiệp của mình là SofM, xuyên suốt sự nghiệp của mình. Ngoài ra, SofM còn có nhiều tên gọi khác được biết đến như INSTANTLOCK TRYN và LilyMeow – biệt danh chuyên nghiệp dùng trong một số trận đấu của Full Louis năm 2013, với TRYN dựa trên Bá Vương man di Tryndamere, Lily dựa trên tên người bạn gái của anh. Trong các hạng mục thi đấu xếp hạng, giao hữu hay tập luyện thường ngày, SofM sử dụng nhiều biệt danh khác nhau, thay đổi phong phú, có thể kể tới biệt danh thi đấu ở máy chủ Hàn Quốc như shiyigebuwei, Sof13 CSGO, ge ju tai xiao, SSSnake JG.
Đối với biệt danh bên ngoài, trong cuộc sống bình thường, SofM được gọi là Sọp, Béo Đen bởi đồng đội một cách gần gũi, bạn bè thời trẻ vừa bước vào sự nghiệp. Trong các bài viết, đánh giá về anh, anh cũng được so sánh nhiều vị trí và được mệnh danh bằng nhiều biệt danh khác nhau như: Thần rừng Việt Nam – tuyển thủ đi rừng đặc biệt xuất sắc của Việt Nam, Faker Việt Nam – so sánh SofM một cách dễ mến cùng Faker, tuyển thủ huyền thoại trong lịch sử thể thao điện tử thế giới, Cậu bé Vàng, Vua leo rank Việt Nam – đánh giá cao khả năng và ảnh hưởng lớn trong việc đạt mục tiêu vị trí xếp hạng trong các máy chủ.

### Thông thạo tướng – vị trí
Trong phong cách thi đấu, SofM có nhiều điểm đặc biệt, từ kỹ năng cho đến chiến thuật cá nhân, phối hợp đồng đội. Ban đầu khi mới làm quen với Liên Minh Huyền Thoại, bên cạnh việc giải trí, anh còn luôn giành nhiều thời gian để tìm hiểu toàn diện từ nội dung cơ bản của trò chơi cho đến các tướng sử dụng, hình thức và kỹ thuật. Đây là một thói quen của SofM trong nhiều tựa game anh tiếp xúc, nhưng League of Legends có sức hút đặc biệt, khi cảm thấy thích một vị tướng nào hay có tướng mới là anh tập trung nghiên cứu hình thức cho đến vũ trụ game, và đem vào thử. Sau nửa năm đầu trò chơi, SofM đã có thể sử dụng được gần hết các tướng, lúc đó có khoảng 70 tướng. Giai đoạn sau đó trong sự nghiệp của mình, SofM từng được thi đấu ở đủ các vị trí đường trên, đường giữa, đường dưới xạ thủ, hỗ trợ hay đi rừng để thử nghiệm hay thi hành chiến thuật ở nhiều mùa giải khác nhau, anh là tuyển thủ hiếm hoi có thể thi đấu tương đối tốt cho đến xuất sắc ở cả năm vị trí.
Trong lịch sử Liên Minh thời kỳ đầu, có nhiều thiên hướng kỹ thuật khác nhau được thành lập, SofM cũng góp phần tạo nên điều đó. Trong vị trí đi rừng, lối chơi của anh dựa trên tình bất ngờ về việc di chuyển, tấn công đơn lẻ, tấn công tổ đội bất ngờ về phía đối phương ở các vị trí khác nhau, dựa trên nguyên tắc thay đổi theo thời gian trong ván đấu. Có thể kể đến việc SofM nổi tiếng những năm đầu sự nghiệp với phong cách xâm nhập bản đồ đối thủ như một thích khách để săn cướp tài nguyên hoặc hạ gục người đi rừng; tối ưu hóa phương án thu nhập tài sản cá nhân người đi rừng, tối đa hóa tốc độ xoay vòng hướng; tạo sức tấn công cường độ cao nhằm chiếm lấy ưu thế cho các đồng đội. Có thể kể đến sự mở màn nổi tiếng thế giới với phong cách thi đấu của SofM ngay từ mùa đầu tiên chuyển đến giải đấu hàng đầu thế giới: League of Legends Pro League. Ngay tuần đầu và tuần thứ hai LPL, SofM đã biến biến đổi hoàn toàn Snake Esports thành một đội tuyển quyết liệt trong tranh chấp, với vị trí đi rừng chuyên gank có mục đích. SS ở tuần thứ nhất đã có điểm hạ gục đầu tiên trung bình vào khoảng bảy phút rưỡi, giảm dần xuống khoảng bốn phút rưỡi ở tuần thứ hai, thứ ba. Thời gian chơi trung bình một ván đấu giảm từ 40 phút xuống 34 phút 20 giây.
Sự thay đổi chiến thuật này đã đặt SofM vào vị trí trung tâm. SofM di chuyển xung quanh các đường để tìm kiếm cơ hội gank tạo ưu thế, gây áp lực rất lớn ở đường trên và đường giữa. SofM cũng xâm chiếm vị trí bản đồ rất tích cực, tận dụng lợi thế từ việc thu thập rừng của đối thủ ở phía trên. Chiến thuật đi rừng này đã khiến cho các đội tuyển đối thủ phải tiến hành nghiên cứu để đối phó, sau đó là học hỏi và đồng thời áp dụng rộng rãi trong cộng đồng tuyển thủ về sau.
Bên cạnh chiến thuật chung, SofM còn nổi danh với việc sử dụng thành thạo và sáng tạo các vị tướng đặc biệt của mình. Có thể kể đến Thầy tu mù Lee Sin, tướng được xem như là hình mẫu của SofM với cách sử dụng khác thường: Lee Sin sử dụng Rìu Tiamat và Giày Cơ Động để tối ưu hóa tốc độ di chuyển lẫn thu thập tài nguyên, Lee Sin không có vật dụng sát thương nhưng vẫn gây sát thương bởi hệ thống đồ phòng thủ; Kẻ ngoài vòng pháp luật Graves sử dụng Thiêu đốt thay cho Tốc biến để tạo sát thương một cách khó đoán. Lối chơi sử dụng hệ thống vật dụng thiết bị khác phổ thông, gây bất ngờ như Chiến binh điên cuồng Olaf không chỉ gây ảnh hưởng sát thương mà còn hỗ trợ đồng đội với Dây chuyền chuộc tội, Nấm mồ hư không Rek'Sai đi rừng lại không lên đồ đi rừng và đạt tối đa sát thương. Trong rất nhiều trận đấu, các vị tướng xuất sắc của SofM đều bị cấm không thể chọn để hạn chế khả năng của anh.

### All-Star
League of Legends All Star hoặc All-Star hay Siêu Sao Đại Chiến là giải đấu giao hữu cuối cùng được tổ chức ở mỗi năm, tập hợp các tuyển thủ xuất sắc được ưa thích trên thế giới, hình thức thi đấu đối kháng cá nhân. Giải đấu hướng tới kết hợp cộng đồng tuyển thủ, người chơi một cách vui nhộn, vui vẻ của game League of Legends. SofM đã tham gia một số kỳ All-Star này.
All-Star 2015 IWC Melbourne: từ 26 đến 29 tháng 11 năm 2015 ở Melbourne, Úc. SofM được bình chọn ở Đông Nam Á, cùng với Archie, Optimus tham gia All-Star vùng Wild Card.
All-Star Việt Nam gồm 2015 Vietnam All-stars Challenger, VCS All-Star 2018 mà SofM tham dự ở cả thời điểm đang thi đấu trong nước lẫn được mời tham dự khi đang ở nước ngoài; tập hợp đông đảo tuyển thủ chuyên nghiệp của Việt Nam. SofM giành giải Ba mùa 2015 và giải Nhì mùa 2018. Bên cạnh đó, SofM cũng giành giải Nhất giải giao hữu cá nhân Vietnam GameK Challenger Season 1 và Vietnam GameK Challenger Season 2 năm 2015.

### Quan hệ quốc tế
Trong cộng đồng quốc tế, SofM được quý mến và ủng hộ, anh được theo dõi bởi số lượng lớn người hâm mộ. Ngày 26 tháng 06 năm 2016 tại Trung Quốc, khi vừa mới sang nước này thi đấu, anh bắt đầu live stream tập luyện, kênh live stream lúc đầu có khoảng 5.000 – 6.000 người xem nhưng bất ngờ đạt 1.000.000 người xem khi sử dụng tướng Lee Sin. Từ đó, SofM luôn thu hút người hâm mộ khi tập luyện live stream cũng như thi đấu. Một sự kiện khác là cuộc tổ chức bình chọn trên mạng xã hội của kênh LOL Esports với chủ đề tuyển thủ hay nhất hiện tại vào tháng 09 năm 2020, đông đảo người hâm mộ Việt Nam cũng như khu vực khác trên thế giới đã bỏ phiếu bình chọn SofM, chiến thắng với tỉ lệ 51,8%. Tháng 10 năm 2019, Riot Games tổ chức kỷ niệm 10 năm ra đời và hoạt động của League of Legends, hình ảnh của SofM và vị tướng làm nên tên tuổi của anh, Lee Sin, vinh dự đại diện cho Việt Nam xuất hiện trong bức tranh tri ân Our Game vẽ bởi họa sĩ Kim Jung Gi, cùng với các tuyển thủ huyền thoại như Faker với Ryze, xạ thủ Uzi với Thợ săn bóng đêm Vayne.

Các tuyển thủ chuyên nghiệp, bình luận viên, nhà phân tích có những đánh giá cao về SofM trong nhiều giai đoạn, nhất là thời kỳ anh đạt được giấc mơ tham gia thế giới của mình vào mùa hạ năm 2020:
Có thể kể tới Letme, cựu tuyển thủ của RNG đã dành những khen ngợi xuất sắc về SofM: "Cậu ấy thi đấu quá lão luyện. SofM là người đi rừng có lối đánh dọn rừng triệt để nhất. Các bạn có thể học theo cậu ấy. Karsa (Thần rừng Đài Loan) cũng xem rất nhiều video của SofM. Muốn đi rừng giỏi, hãy xem SofM".
Karsa, tuyển thủ của đương kim vô địch LPL 2020 TES: "Hai năm qua, đối với tôi, SofM là người kiểm soát bản đồ tốt nhất. Anh ấy có lối chơi vô cùng thông minh. Việc giành chiến thắng trong các cuộc đấu trực tiếp với SofM quả thực rất khó khăn".
Clid, đối thủ của SofM trong Chung kết 2020 đã bày tỏ sự quý mến trong cuộc gặp gỡ người hâm mộ: "SofM là người đi rừng mà tôi ngưỡng mộ nhất".
Bình luận viên Clement Chu của giải LPL: "Lối đánh của SofM luôn rất mạnh mẽ, anh ta ép rừng đối phương phải rơi vào thế phòng ngự. SofM có những bước di chuyển rất thông minh nữa. Anh ấy làm chủ đến 3/4 khu rừng. Với tôi, SofM là người đi rừng hàng đầu LPL hiện tại".
Ban tổ chức LPL nhận xét về SofM thời anh còn thi đấu cho LNG: "Suy nghĩ của SofM cứ như một mê cung với những lựa chọn độc đáo, cách lên trang bị và vòng rừng thông minh. Sự tự tin và khó đoán của SofM chính là vũ khí mạnh nhất để anh trở thành thủ lĩnh tại Lining Gaming (LNG) trong suốt 3 năm gắn bó với đội tuyển này".
GorillA nói về SofM trong kỳ Chung kết 2017, kỳ đại hội mà SofM không giành được vé tham dự: "Nhắc tới tuyển thủ Việt Nam, người đầu tiên mà tôi nhớ đến là SofM".

Mlxg nói về SofM khi chạm trán năm 2016: "Cách đánh của SofM theo khung hướng tấn công hổ báo, đồng đội trong team Snake cũng nhờ SofM mà phối hợp để không ngừng chèn ép vào đội hình đối phương. Tôi đánh giá rằng SofM là một đối thủ rất mạnh".

## Cuộc sống cá nhân
SofM còn đuọc gọi với các tên gọi khác như Sọp, Béo Đen, Duy Cầu Giấy hay Cậu bé vàng của nền Liên Minh Huyền Thoại Việt Nam, Thần rừng Việt Nam, Vua Trò Chơi,
Năm 2013, trong giải Dell Invitational Cup IV SofM đã lấy biệt danh là LilyMeow, dựa trên biệt danh bạn gái của anh – Nguyễn Tăng Hoài Thương. Ở đời sống cá nhân, SofM và LiLy dành thời gian cho nhau và có mối quan hệ gắn bó lâu dài. Hai người yêu xa, SofM thi đấu với sự nghiệp ở Trung Quốc từ năm 2016, còn LiLy cư trú ở quê nhà, hai bên gặp gỡ các khoảng thời gian nhất định trong năm khi SofM về nhà, LiLy sang Trung Quốc hoặc cả hai cùng đi du lịch.
Hoài Thương LiLy ngoài ra còn quản lý các kênh mạng xã hội của SofM như trang Facebook, kênh Youtube chính thức, cập nhật các hoạt động có liên quan trong sự nghiệp của SofM, đặc biệt là tiến trình thi đấu, đấu xếp hạng, đấu tập luyện, thu hút đông đảo người hâm mộ.
Ở Trung Quốc, từ khi SofM thi đấu, số lượng người hâm mộ của anh tăng trưởng đáng ngạc nhiên, trở thành một trong những tuyển thủ được yêu quý hàng đầu giải đấu.
SofM dành thời gian giải trí vẫn là chơi game. Khi giải đấu kết thúc, bậc xếp hạng máy chủ đóng, SofM giải trí bằng việc chơi trò chơi khác, có thời kỳ dành cho Dota. SofM từng đạt được gần 6.000 điểm MMR Dota, tương đương với hệ Cao thủ trò chơi này. Nhiều game thủ Dota 2 cũng thừa nhận rằng nếu không phải dành thời gian thi đấu Liên Minh Huyền Thoại tập trung cho Dota 2 thì trình độ của SofM hoàn toàn có thể được phát triển cao hơn nữa. Bên cạnh đó, SofM cũng giải trí bằng Hearthstone và Đế chế, còn nổi tiếng là một cao thủ các trò chơi này.

## Thành tích

### Xếp hạng quốc tế
Trong nền Liên Minh Huyền Thoại thế giới, việc thi đấu xếp hạng là một hệ quan trọng, giúp người chơi cạnh tranh nâng cao vị trí của mình, đồng thời học hỏi, tập luyện để trở nên thông thạo hơn, bao gồm cả người chơi bình thường và game thủ chuyên nghiệp. Một người chơi có thể tham gia nhiều hệ máy chủ ở các khu vực, các nước khác nhau, trong đó hệ máy chủ Hàn Quốc được coi là có độ khó cao nhất bởi số lượng đông đảo các tuyển thủ, người chơi xuất sắc hàng đầu thế giới. SofM tham gia các máy chủ và nổi tiếng là một trong những người trẻ nhất có được thứ hạng thách đấu trên cả máy chủ Việt Nam, Đài Loan và Hàn Quốc. Có những thời điểm mà SofM đã leo lên bậc cao của Thách đấu Hàn Quốc với ping gần 100. Anh từng lọt vào top 10 Thách đấu máy chủ Hàn Quốc năm 2016, chưa có tuyển thủ Việt Nam nào làm được cho đến năm 2020.
Có nhóm những người hâm mộ so sánh SofM với Faker, SofM như là Faker của Việt Nam. Giai đoạn 2020, anh đạt được vị trí cao nhất trong sự nghiệp ở máy chủ Hàn Quốc là Thách đấu vị trí thứ tư.

### Thành tích thi đấu
- Vô địch NEST 2021
- Á quân Giải vô địch thế giới Liên Minh Huyền Thoại 2020.
- Hạng Ba LPL 2020 Summer – League of Legends Pro League mùa hạ 2020.
- Hạng 6, LPL 2019 Summer – League of Legends Pro League mùa hạ 2019.
- Á quân VCS All-Star 2018 – Levi vs SofM, giải giao hữu tuyển thủ Liên Minh Huyền Thoại Việt Nam 2018.
- Hạng nhóm 5 – 6, LPL 2018 Spring – League of Legends Pro League mùa xuân 2018.
- Á quân Demacia Championship 2017.
- Hạng nhóm 7 – 8, LPL 2017 Summer – League of Legends Pro League mùa hạ 2017.
- Best Rookie – Tân binh xuất sắc nhất League of Legends Pro League năm 2016.
- Hạng ba NEST 2016 – The National Electronic Sports Tournament 2016.
- Hạng nhóm 3 – 4, Demacia Cup 2016.
- Hạng nhóm 5 – 6, LPL 2016 Summer – League of Legends Pro League mùa hạ 2016.
- Á quân VCS A 2016 Spring – Vietnam Championship Series mùa xuân 2016.
- Á quân VCS A 2015 Summer – Vietnam Championship Series mùa hạ 2015.
- Hạng Ba GPL 2015 Summer – Garena Premier League mùa hạ 2015.
- Hạng 5,  VCS A 2015 Spring – Vietnam Championship Series mùa xuân 2015.
- Hạng nhóm 5 – 8, GPL 2015 Spring – Garena Premier League mùa xuân 2015.
- Hạng nhóm 9 – 10, GPL 2014 Spring – Garena Premier League mùa xuân 2014.
- Hạng nhóm 5 – 8, GPL 2013 Winter – Garena Premier League mùa đông 2013.
- Vô địch Glorious Arena: Season 4 – Đấu Trường Danh Vọng mùa bốn năm 2013.
- Vô địch Dell Invitational Cup IV năm 2013.
- Á quân Glorious Arena: Season 3 – Đấu Trường Danh Vọng mùa ba năm 2013.
- Vô địch Hành Trình Huyền Thoại toàn quốc năm 2013.
- Hạng 4 Glorious Arena: Season 2 – Đấu Trường Danh Vọng mùa hai năm 2012.

### Giải thưởng cá nhân
Trong sự nghiệp thi đấu chuyên nghiệp, SofM nhận được nhiều giải thưởng cá nhân về cả lĩnh vực thi đấu và xã hội:
- Ngoại binh hay nhất League of Legends Pro League 2020.
- Người đi rừng hay nhất League of Legends Pro League 2020.
- Tuyển thủ hay nhất League of Legends Pro League 2020.[211]
- Đại sứ truyền cảm hứng, WeChoice Awards 2020.[212]